# Короткопалый хохлатый жаворонок
Короткопалый хохлатый жаворонок (лат. Galerida theklae) — вид воробьиных птиц из семейства жаворонковых (Alaudidae). Выделяют 12 подвидов. Короткопалый хохлатый жаворонок был назван Альфредом Эдмундом Бремом в 1857 году.

## Описание
Длина тела составляет 17 см, размах крыльев — 34 см, вес — 34—48 г. В отличие от хохлатого жаворонка клюв немного короче и пятна на груди контрастнее. Полы похожи. 
Птица поёт «дэдюдиэ» мягче, чем хохлатый жаворонок.

## Распространение
Короткопалый хохлатый жаворонок населяют открытые ландшафты с деревьями и кустарником, избегая деревни и города. В Европе вид обитает в Испании, Португалии, а также на Балеарских островах и локально на юго-востоке Франции. Кроме того, он живёт в Северной Африке, в Западной Сахаре до Египта и изолированно в Эфиопии. 

## Поведение

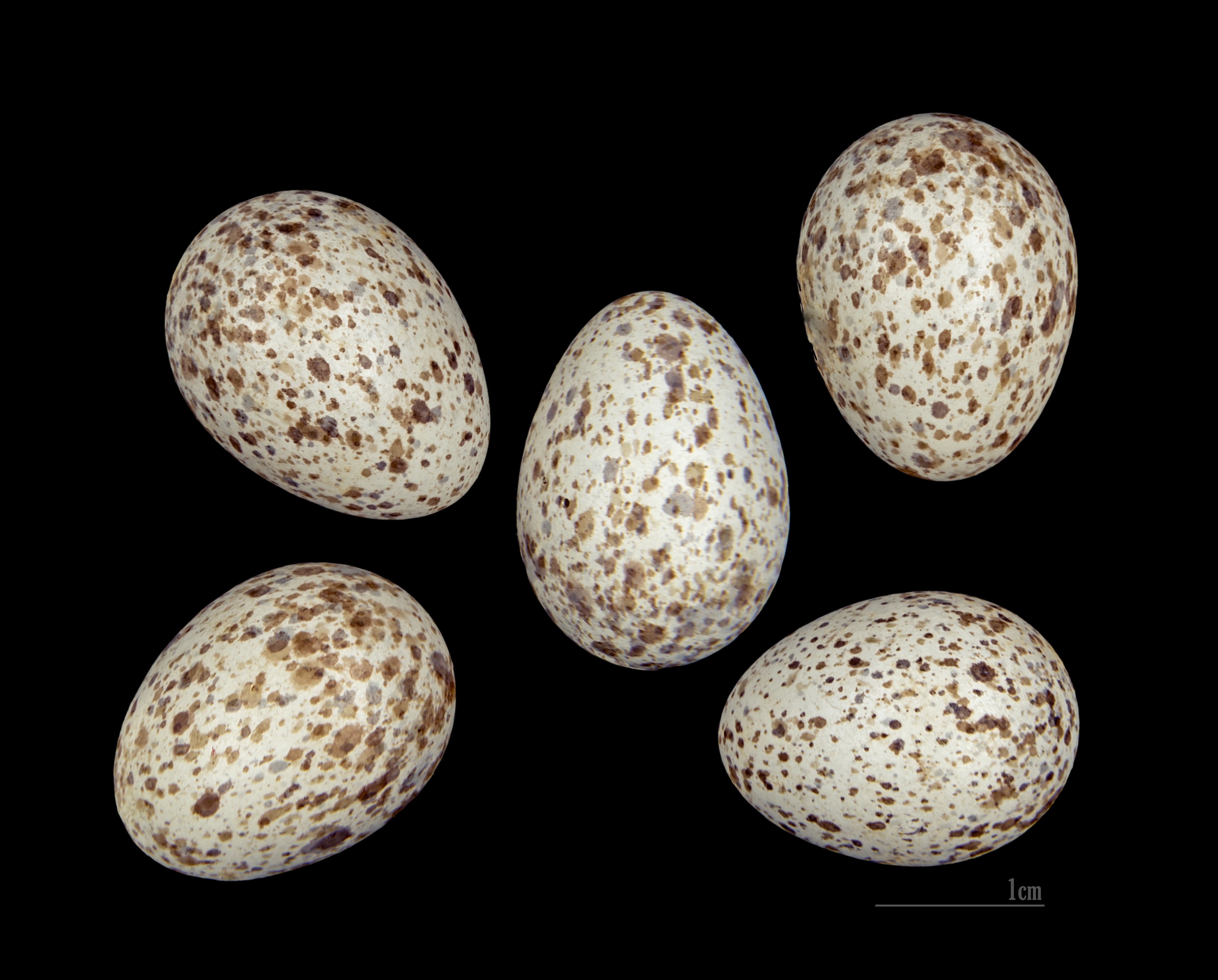
Galerida theklae

Вид гнездится на земле. Гнездо имеет чашеобразную форму. Кладка — в апреле-мае, откладывают 2—6 яйца (обычно 4). 
Питается семенами сорных растений и насекомыми, последними особенно в период размножения.